# Frederica
Frederica es un romance de la Regencia escrito por Georgette Heyer, publicada por vez primera en 1965. La historia se ambienta en el año 1818. La trama es típica de los últimos años de Heyer al contraponer el cortejo de una pareja más joven y otra mayor, dándole variedad las bufonadas de los hermanos menores de Frederica y su bullicioso chucho.

## Resumen de la trama
Frederica Merriville ha estado a cargo de sus hermanos menores desde hace tiempo. Tras la muerte de sus padres, ha asumido la tarea de asegurarse de que su hermosa hermana Charis se case bien, mientras que se considera a sí misma una solterona. Para conseguir este propósito, lleva a la familia, desde su casa en el campo, a Londres, y se pone en contacto con un familiar lejano, el egoísta e indolente marqués de Alverstoke, pidiéndole que patrocine a su hermana ante la alta sociedad y la posterior temporada.
El marqués al principio pone poco interés en la tarea, pero decide apoyarlas por hacerle una jugarreta a su hermana Louisa que le ha pedido una ayuda similar para presentar a su propia hija en la sociedad. En su baile conjunto de prsentación, la sencilla sobrina de Alverstoke queda ensombrecida fácilmente por la belleza de Charis.
A todo el mundo le caen bien los Merriville, por sus maneras fáciles y atractivas y su buena educación. A Charis la admiran muchos jóvenes pero se enamora de Endymion Dauntry, el guapo pero estúpido primo del marqués. Frederica también consigue su propio círculo de admiradores, incluyendo (para gran asombro de él mismo) al propio Alverstoke.
A Alverstoke le fascinan sus modales sinceros y abiertos, a diferencia de lo que acostumbran las damas londinenses a la moda. También se siente encantado por la vivacidad de los dos jóvenes hermanos Merriville, Felix y Jessamy, y acaban gustándole por ellos mismos. Poco a poco, acaba profundamente enamorado de Frederica y está dispuesto a hacer cualquier cosa por ella.

## Principales personajes
- El marqués de Alverstoke: un noble hastiado y elegante
- Frederica Merriville: una joven bastante franca,tutora de facto de sus tres hermanos menores
- Felix: Hermano menor de Frederica
- Jessamy: Hermano menor de Frederica
- Charis: bella hermana de Frederica
- Harry Merriville: hermano mayor de Frederica
- Louisa, Lady Buxted: exigente y egoísta hermana mayor de Alverstoke
- Augusta, Lady Jevington: arrogante hermana mayor de Alverstoke
- Lord Buxted: hijo de Lady Buxted
- Mr. Darcy Moreton: amigo de Alverstoke y pretendiente nada exitoso a la mano de Frederica
- Endymion Dauntry: pretendiente de Charis
- Lady Elizabeth Kent: comprensiva hermana mayor de Alverstoke
- Charles Trevor: capaz y ediciente secretario de Alverstoke